# Filipinske regije
Na Filipinima, regije (tagalog: rehiyon, ISO 3166-2: PH) su administrativna podjela koja služi prvenstveno za organiziranje provincija (lalawigan) zemlje za administrativnu praktičnost. Trenutno su Filipini podijeljeni na 17 regija. 
Regije same ne posjeduju zasebnu lokalnu vladu, s iznimkom Autonomne regije Muslimanski Mindanao, koja ima izabranu regionalnu skupštinu i guvernera. Administrativna regija Cordillera je prvotno trebala biti samostalna, ali dva referenduma su to poništila. Svaka regija je podjeljena na provincije i nezavisne gradove.

### Luzon
| Karta | Regija (skraćeno ime)                   | Središte               | Sastavne jedinice lokalne samouprave | Površina (km2) | Stanovništvo |
| ----- | --------------------------------------- | ---------------------- | --- | -------------- | ------------ |
|       | Državna glavna regija (NCR)             | Manila                 | - Caloocan - Las Piñas - Makati - Malabon - Mandaluyong - Manila - Marikina - Muntinlupa - Navotas - Parañaque - Pasay - Pasig - Pateros - Quezon City - San Juan - Taguig - Valenzuela | 636            | 11.855.975   |
|       | Administrativna regija Cordillera (CAR) | Baguio                 | - Abra - Apayao - Baguio - Benguet - Ifugao - Kalinga - Mountain | 18.294         | 1.616.867    |
|       | Ilocos (Regija I)                       | San Fernando, La Union | - Dagupan - Ilocos Norte - Ilocos Sur - La Union - Pangasinan | 12.840         | 4.748.372    |
|       | Cagayan Valley (Regija II)              | Tuguegarao City        | - Batanes - Cagayan - Isabela - Nueva Vizcaya - Quirino - Santiago | 26,838         | 3,229,163    |
|       | Središnji Luzon (Regija III)            | San Fernando, Pampanga | - Angeles - Aurora - Bataan - Bulacan - Nueva Ecija - Olongapo - Pampanga - Tarlac - Zambales                                                                                           | 21.470         | 10.137.737   |
|       | CALABARZON (Regija IV-A)                | Calamba, Laguna        | - Batangas - Cavite - Laguna - Lucena - Quezon - Rizal | 16.229         | 12.609.803   |
|       | MIMAROPA (Regija IV-B)                  | Calapan                | - Marinduque - Occidental Mindoro - Oriental Mindoro - Palawan - Puerto Princesa - Romblon                                                                                              | 27.456         | 2.744.671    |
|       | Bicol (Regija V)                        | Legazpi                | - Albay - Camarines Norte - Camarines Sur - Catanduanes - Masbate - Sorsogon | 17.632         | 5.420.411    |

### Visayas
| Karta | Regija (sskrećeno ime)         | Središte    | Sastavni jedinice lokalne samouprave                                                           | Površina (km2) | Stanovništvo |
| ----- | ------------------------------ | ----------- | ---------------------------------------------------------------------------------------------- | -------------- | ------------ |
|       | Zapadni Visayas (Regija VI)    | Iloilo City | - Aklan - Antique - Bacolod - Capiz - Guimaras - Iloilo - Iloilo City - Negros Occidental      | 20.223         | 7.102.438    |
|       | Središnji Visayas (Regija VII) | Cebu City   | - Bohol - Cebu - Cebu City - Negros Oriental - Siquijor                                        | 14.951         | 6.800.180    |
|       | Istočni Visayas (Regija VIII)  | Tacloban    | - Biliran - Eastern Samar - Leyte - Northern Samar - Ormoc - Samar - Southern Leyte - Tacloban | 21.432         | 4.101.322    |

### Mindanao
| Karta | Regija (skraćeno ime)                        | Središte       | Sastavni jedinice lokalne samouprave                                                                      | Površina (km2) | Stanovništvo |
| ----- | -------------------------------------------- | -------------- | --- | -------------- | ------------ |
|       | Poluotok Zamboanga (Regija IX)               | Pagadian       | - Isabela City - Zamboanga City - Zamboanga del Norte - Zamboanga del Sur - Zamboanga Sibugay             | 14.811         | 3.407.353    |
|       | Sjeverni Mindanao (Regija X)                 | Cagayan de Oro | - Bukidnon - Cagayan de Oro - Camiguin - Iligan - Lanao del Norte - Misamis Occidental - Misamis Oriental | 17.125         | 4.297.323    |
|       | Davao (Regija XI)                            | Davao          | - Compostela Valley - Davao City - Davao del Norte - Davao del Sur - Davao Oriental                       | 20.244         | 4.468.563    |
|       | SOCCSKSARGEN (Regija XII)                    | Koronadal      | - Cotabato - Cotabato City - General Santos - Sarangani - South Cotabato - Sultan Kudarat                 | 18.433         | 4.109.571    |
|       | Caraga (Regija XIII)                         | Butuan         | - Agusan del Norte - Agusan del Sur - Butuan - Dinagat Islands - Surigao del Norte - Surigao del Sur      | 18.847         | 2.429.224    |
|       | Autonomna regija Muslimanski Mindanao (ARMM) | Cotabato City  | - Basilan (izuzimajući Isabela City) - Lanao del Sur - Maguindanao - Sulu - Tawi-Tawi                     | 12.695         | 3.256.140    |